# Les Trois Cloches
Les trois cloches è una canzone svizzero-francese, scritta nel 1945 da Jean Villard detto "Gilles".
Fu un grande successo di Édith Piaf insieme ai Les Compagnons de la Chanson nel 1956, sia in Francia sia all'estero, particolarmente negli Stati Uniti.
Altre interpretazioni celebri furono quelle della Schola Cantorum nel 1976 (in italiano, Le tre campane, inserita nella colonna sonora italiana della telenovela brasiliana Dancin' Days), di Tina Arena (1998) e di Micheline Calmy-Rey ( 2007).